# Кондырев, Ждан Васильевич
Ждан Васильевич Кондырев (? — 1666/1667) — русский военный и государственный деятель, дворянин московский (1626), ясельничий (1646), думный дворянин (1651), окольничий (1655) и полковой воевода.

## Биография
Представитель дворянского рода Кондыревых. Младший из трех сыновей Василия Семёновича Кондырева. Старшие братья — Дмитрий Васильевич и Тимофей Васильевич Кондыревы.
Службу начал в 1610-х годах в качестве мещевского дворянина по выбору. В 1617 году Ж. Кондырев в чине головы служил в Калуге, и в этом же году дважды участвовал в боях с польско-литовскими интервентами. В 1618 году Ждан Кондырев участвовал в обороне Москвы.
В боярском списке 1626 года Ждан Васильевич Кондырев упоминается в чине московского дворянина. В 1625—1627 годах он находился на воеводстве в Ряжске. 13 мая 1627 года был принят царем Михаилом Фёдоровичем и сидел за царским столом.
В январе 1631 года Ждан Кондырев был назначен воеводой в Енисейске, где находился до 1633 года. В том же 1631 году енисейский воевода Ж. В. Кондырев отправил на р. Лену казачьего сотника П. И. Бекетова и поручил ему построить острог.
1 апреля 1634 года он упоминался головой на съезде с польско-литовской делегацией между Вязьмой и Дорогобужем. 24 октября 1635 года дворянин Ж. В. Кондырев в составе посольства ездил в Польшу.
В 1642/1643 году он находился на воеводстве в Тамбове. В 1646 году Ж. В. Кондырев был назначен воеводой в Воронеж и отправлен вторым воеводой русской рати в походе на крымские улусы. В том же году он отвозил царское жалованье донским казакам. Его деятельность стала одной из причин восстания казаков 25-26 апреля 1646 года на Дону.
В октябре 1653 года по царскому указу в Новгород «собираться с ратными людьми» боярин В. П. Шереметев, окольничий С. Л. Стрешнев и думный дворянин Ж. В. Кондырев.
В 1654—1656 годах воевода Ждан Васильевич Кондырев участвовал в военных кампаниях русской армии против Речи Посполитой и Швеции, за заслуги в который получил награды от царя.
Во время военной кампании 1654 года Ждан Кондырев — третий воевода в северо-западной русской армии под командованием боярина В. П. Шереметева, участвовал во взятии Невеля, Полоцка, Витебска и ряда других городов. После взятии Полоцка русские полки почти месяц простояли по Полоцком, ожидая подвоза припасов, что вызвало конфликт В. П. Шереметева с третьим воеводой Ж. В. Кондыревым. Затем Ждан Кондырев, командуя отдельным полком, 23 июня разбил в бою под Глубоким литовский гарнизон и захватил эту крепость.
В 1655 году Ж. В. Кондырев был пожалован в окольничие. 20 июня 1658 года во время царского «похода» на богомолье он был оставлен ведать Москву. В 1662 и 1663 годах неоднократно оставался ведать Москву во время походов царя Алексея Михайловича по монастырям.
Скончался в 1666/1667 году, оставив после себя трёх сыновей:
- Пётр Жданович Кондырев, стольник и смоленский воевода (1675), думный дворянин и окольничий, затем боярин (1692)
- Семён Жданович Кондырев, окольничий (1678)
- Иван Жданович Кондырев, думный дворянин, ясельничий, окольничий и боярин.